# フィール (グレン・ヒューズのアルバム)
『フィール』（Feel）は、イギリスのハードロック・ミュージシャン、グレン・ヒューズが1995年に発表した、ソロ名義では4作目のスタジオ・アルバム。

## 背景
参加メンバーのうちパット・スロールとゲイリー・ファーガソンは、ヒューズとスロールの連名によるアルバム『ヒューズ/スロール』（1982年）にも参加していた。なお、当初は前スタジオ・アルバム『フロム・ナウ・オン』（1994年）をプロデュースしたブルース・ゴウディと共に曲作りが進められていたが、ヒューズはゴウディがコンピュータに傾倒していたことに不満を抱き、1994年末にスロールに参加を依頼したという。日本盤ボーナス・トラック「ホーリー・マン」は、ディープ・パープル在籍時のアルバム『嵐の使者』収録曲のリメイクである。

## 反響・評価
日本のオリコンチャートでは2週トップ100入りし、最高44位を記録した。一方、スウェーデンのアルバム・チャートでは前2作ほどの成功には至らず、トップ60入りを逃す結果となった。
ヒュー・フィールダーは2020年、本作の音楽性に関して「意図的にメタルからソウルに方向転換した」「ロックしているが、ファンキーなエッジも伴っている」と説明している。

## 収録曲
1. ビッグ・タイム - "Big Time" (Glenn Hughes, Pat Thrall) - 4:59
2. リヴィン・フォー・ザ・ミニット - "Livin' for the Minute" (G. Hughes, Bruce Gowdy) - 5:26
3. ダズ・イット・ミーン・ザット・マッチ・トゥ・ユー? - "Does It Mean That Much to You?" (G. Hughes) - 5:42
4. セイヴ・ミー・トゥナイト（アイル・ビー・ウェイティング） - "Save Me Tonight (I'll Be Waiting)" (G. Hughes, Carmine Rojas, Chuck Kentis) - 4:15
5. レッドライン - "Redline" (G. Hughes, P. Thrall) - 4:53
6. コーヒー&ヴァニラ - "Coffee & Vanilla" (G. Hughes, C. Rojas) - 5:59
7. プッシュ! - "Push!" (G. Hughes) - 4:56
8. シー・ラヴズ・ユア・マネー - "She Loves Your Money" (G. Hughes, B. Gowdy, Guy Allison) - 4:38
9. スピーク・ユア・マインド - "Speak Your Mind" (G. Hughes, C. Rojas) - 5:17
10. トーキン・トゥ・メサイア - "Talkin' to Messiah" (G. Hughes, B. Gowdy) - 4:38
11. メイビー・ユア・ベイビー - "Maybe Your Baby" (Stevie Wonder) - 5:45

### 日本盤ボーナス・トラック
1. ホーリー・マン - "Holy Man" (David Coverdale, G. Hughes, Jon Lord) - 4:22

## 参加ミュージシャン
- グレン・ヒューズ - ボーカル、ベース
- パット・スロール（英語版） - ギター(on #1, #3, #4, #5, #6, #7, #8, #11)、キーボード(on #5)
- ブルース・ゴウディ - ギター(on #2, #10)、キーボード(on #2, #10)
- ジョージ・ナストス - ギター(on #8, #9, #11, #12)
- トッド・ハンター - キーボード(on #1, #3, #4, #5)
- Mark Hugenberger - キーボード(on #3, #4, #6, #7, #8, #9, #12)
- カーマイン・ロハス - キーボード(on #6, #9)
- グレッグ・フィリンゲインズ - キーボード(on #11)
- ガイ・アリソン - シンセベース(on #8)
- ゲイリー・ファーガソン - ドラムス、パーカッション(#10を除く全曲)
- マット・ソーラム - ドラムス、パーカッション(on #10)
- パット・ジカリ - サクソフォーン(on #4, #6, #8)